# Grzegorz Zawiślak
Grzegorz Józef Zawiślak (ur. 11 marca 1976 w Prudniku) – polski przedsiębiorca, samorządowiec, burmistrz Prudnika od 2018 roku, lider prudnickiej Szlachetnej Paczki, koordynator Kukiz’15 w powiecie prudnickim.

## Życiorys
Urodził się 11 marca 1976 w Prudniku jako syn Henryka i Alicji z domu Wrzesień. Uczęszczał do Centrum Kształcenia Zawodowego i Ustawicznego w Prudniku. Uzyskał tytuł magistra inżyniera na kierunku mechanika i budowa maszyn na Politechnice Opolskiej. Pracę rozpoczął w Małapanew Zakłady Odlewnicze Sp. z o.o. na stanowisku stażysty. Następnie pracował w Wojewódzkim Inspektoracie Transportu Drogowego w Opolu. Od 2006 roku pełni funkcję dyrektora produkcji w Przedsiębiorstwie Max Sp. z o.o. Odpowiadał za funkcjonowanie Zakładu Odlewni Żeliwa w Nysie. W 2011 roku założył Ośrodek Doskonalenia Zawodowego Kierowców.
Polityką zaczął zajmować się w 2015, kiedy to włączył się w kampanię prezydencką Pawła Kukiza. Wziął udział w wyborach parlamentarnych z ramienia stowarzyszenia Kukiz’15, zdobywając 3252 głosy. Został członkiem Klubu Strzeleckiego „Strzał” Powiatu Prudnickiego, uczestniczył w reaktywacji strzelnicy w Ścinawie Małej.
W 2018 roku wziął udział w wyborach samorządowych na stanowisko burmistrza miasta i gminy Prudnik z ramienia Komitetu Wyborczego Wyborców „Prudniczanie”. Został poparty przez Kukiz’15. Wraz z Franciszkiem Fejdychem doszedł do drugiej tury wyborów, którą wygrał zyskując 5894 głosów (64,21%). Stanowisko burmistrza objął 20 listopada 2018. Ponieważ został również wybrany do Rady Miejskiej, jego miejsce w niej zajął Rafał Bolibrzuch. Został delegatem polskiej strony Parlamentu Euroregionu Pradziad z siedzibą w Prudniku. W grudniu 2021 został wiceprzewodniczącym zgromadzenia Powiatowo-Gminnego Związku Transportu „Pogranicze”.

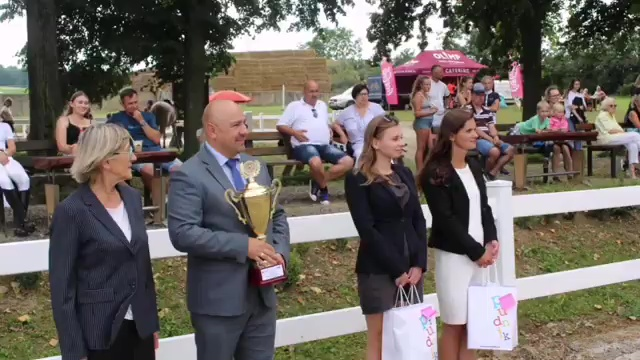
Zawiślak podczas zawodów konnych w Chocimiu

W trakcie jego urzędowania w mieście m.in. wprowadzono bezpłatną komunikację miejską, zbudowano Centrum Przesiadkowe (inicjatywa poprzedniego burmistrza), zawiązano spółkę SIM Opolskie Południe realizującą budownictwo społeczne, poprawiono stan infrastruktury cmentarza komunalnego, rozbudowano zakład Henniges Automotive, wprowadzono System Identyfikacji Wizualnej, skanalizowano Szybowice i Wierzbiec, otwarto centrum społeczno-kulturalne w Łące Prudnickiej (inicjatywa poprzedniego burmistrza).

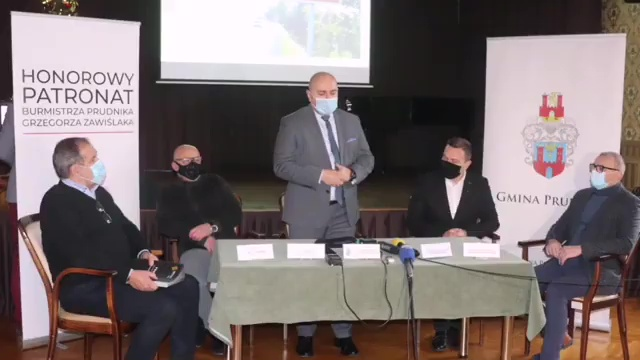
Zawiślak na konferencji prasowej

26 marca 2020 napisał list otwarty do premiera Mateusza Morawieckiego, w którym postulował zmianę ustawy o finansach publicznych w celu pozwolenia samorządom gminnym w czasie pandemii COVID-19 na sprawniejsze wydatkowanie pieniędzy z budżetu i efektywną pomoc lokalnym przedsiębiorcom. Postulowane przez niego zmiany zostały przyjęte i znalazły się w artykule 31zk specjalnej ustawy z dnia 31 marca 2020 o zmianie ustawy o szczególnych rozwiązaniach związanych z zapobieganiem, przeciwdziałaniem i zwalczaniem COVID-19, innych chorób zakaźnych oraz wywołanych nimi sytuacji kryzysowych oraz niektórych innych ustaw.

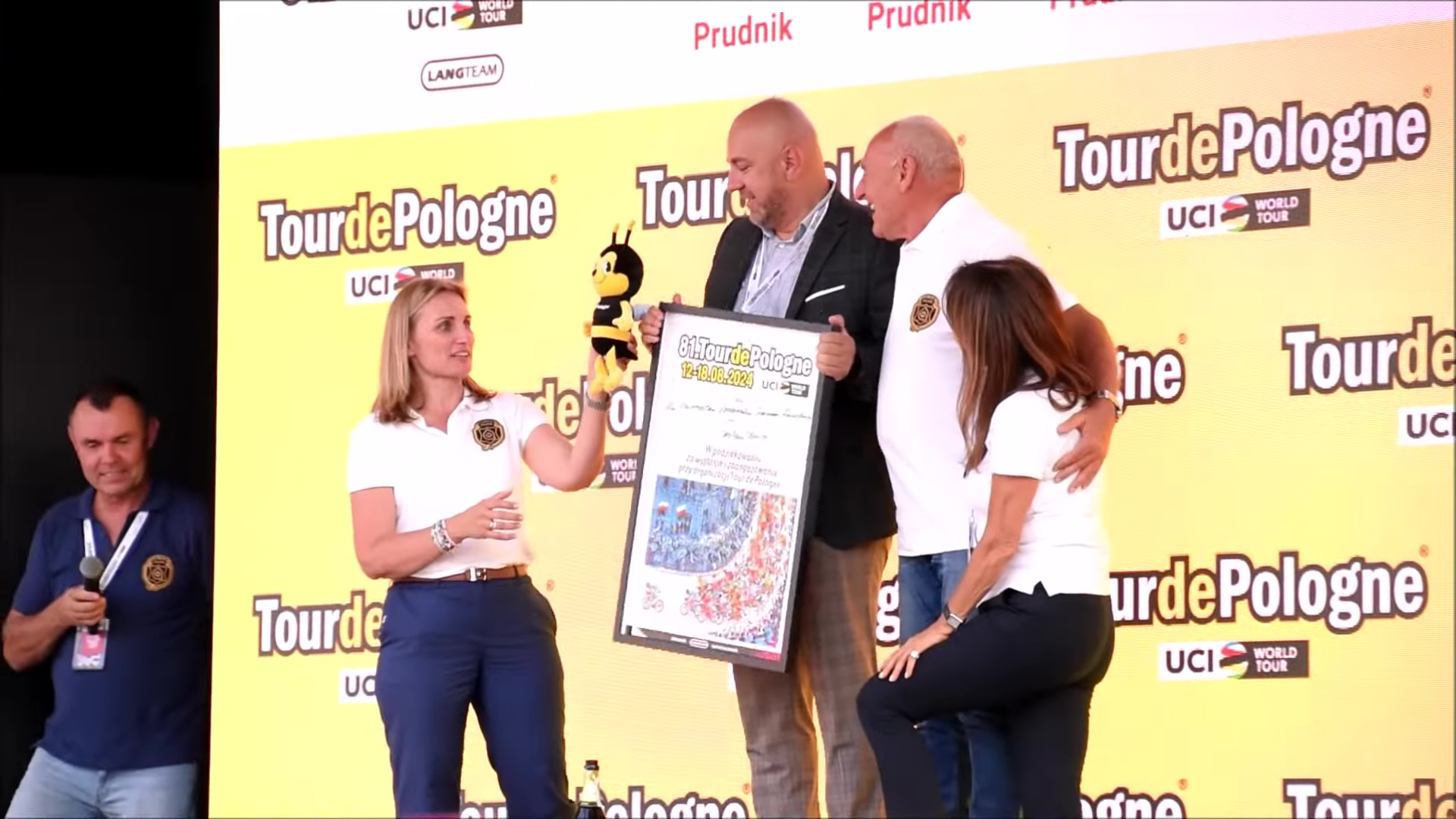
Zawiślak z rodziną Czesława Langa na scenie Tour de Pologne w Prudniku

Zasiadł w radzie nadzorczej PKS w Nysie. W grudniu 2023 zadeklarował ubieganie się o reelekcję na stanowisko burmistrza Prudnika w wyborach samorządowych w tym samym roku; poparcia udzieliło mu Porozumienie Samorządowe Powiatu Prudnickiego. W przeprowadzonej 7 kwietnia 2024 pierwszej turze głosowania zajął pierwsze miejsce, zdobywając 2799 głosów, co stanowiło 32,39% głosów ważnych. Wszedł do drugiej tury głosowania wraz z Katarzyną Czocharą. Otrzymał poparcie Platformy Obywatelskiej oraz Nowej Lewicy. W drugiej turze wygrał ze swoją konkurentką, otrzymując 63,30% głosów. W maju 2024 został wiceprezesem stowarzyszenia Subregion Południowy.

## Życie prywatne
Mieszka we wsi Czyżowice. Ma żonę i troje dzieci. Wcześniej mieszkał też w Prudniku, Opolu i Ozimku. Interesuje się turystyką górską i strzelectwem.

## Odznaczenia i wyróżnienia
W 2019 roku otrzymał Srebrny Krzyż Zasługi. Był laureatem nagrody Osobowość Roku 2020 przyznawanej przez „Nową Trybunę Opolską”. W 2025 odznaczony Odznaką Honorową za Zasługi dla Samorządu Terytorialnego.

## Wyniki wyborcze
| Wybory | Komitet wyborczy        | Komitet wyborczy             | Organ                          | Okręg              | Wynik         |
| ------ | ----------------------- | ---------------------------- | ------------------------------ | ------------------ | ------------- |
| 2015   |                         | Kukiz’15                     | Sejm Rzeczypospolitej Polskiej | nr 21              | 3252 (0,96%)  |
| 2018   |                         | KWW „Prudniczanie”           | Burmistrz Prudnika             | Burmistrz Prudnika | 3922 (37,33%) |
| 2018   | 5894 (64,21%)           | KWW „Prudniczanie”           | Burmistrz Prudnika             | Burmistrz Prudnika |               |
| 2018   | Rada Miejska w Prudniku | KWW „Prudniczanie”           | nr 4                           | 229 (9,38%)        |               |
| 2024   |                         | KWW Grzegorza Zawiślaka – PS | Burmistrz Prudnika             | Burmistrz Prudnika | 2799 (32,39%) |
| 2024   | 4653 (63,30%)           | KWW Grzegorza Zawiślaka – PS | Burmistrz Prudnika             | Burmistrz Prudnika |               |
| 2024   | Rada Miejska w Prudniku | KWW Grzegorza Zawiślaka – PS | nr 4                           | 193 (8,65%)        |               |